# Laguna Aricare
La laguna Aricare es una laguna amazónica de agua dulce de Bolivia, ubicada en la provincia de Iténez del departamento del Beni. Se encuentra a una altura de 180 m y presenta unas dimensiones de 4,04 km de largo de este a oeste por 4 km de ancho de norte a sur y una superficie de 10,33 km², se encuentra cerca a la laguna Matuwal de 6,83 km².
Esta laguna tiene una forma cuadrada y un perímetro costero de 11,9 kilómetros.
- Datos: Q4790287